# Draginja Ružić
Draginja Ružić cyr. Драгиња Ружић (ur. 2 października 1834 we Vranjewie, zm. 6 września 1905 w Vukovarze) – serbska aktorka teatralna. Jedna z pierwszych aktorek serbskich.

## Życiorys
Była jednym z siedmiorga dzieci prawosławnego duchownego Luki Popovicia i jego żony Milicy. Większość rodzeństwa Draginji związała się w przyszłości ze sceną teatralną. Draginja jako pierwsza opuściła dom rodzinny i związała się z wędrowną trupą teatralną występującą w północnej Rumunii. Na scenie zadebiutowała 17 lipca 1860 występując w roli Vidosavy w sztuce Ajduci Jovana Popovicia. Wkrótce potem wyszła za mąż za aktora Dimitrija Ružićia, z którym występowała wspólnie w kolejnych teatrach.
W lipcu 1861 związała się z teatrem serbskim działającym w Nowym Sadzie, w którym występowała do końca swojej kariery scenicznej. W roku 1863 wyjechała z Nowego Sadu i występowała w nowym zespole teatralnym Dimitrije Kolarovicia, wspólnie z mężem i siostrami: Ljubicą i Sofiją. Stamtąd przeniosła się do Chorwackiego Teatru Narodowego w Zagrzebiu, gdzie występowała w 1865. Po powrocie na scenę nowosadzką opuściła ją ponownie w roku 1872, kiedy przez rok występowała na scenie Teatru Narodowego w Belgradzie.

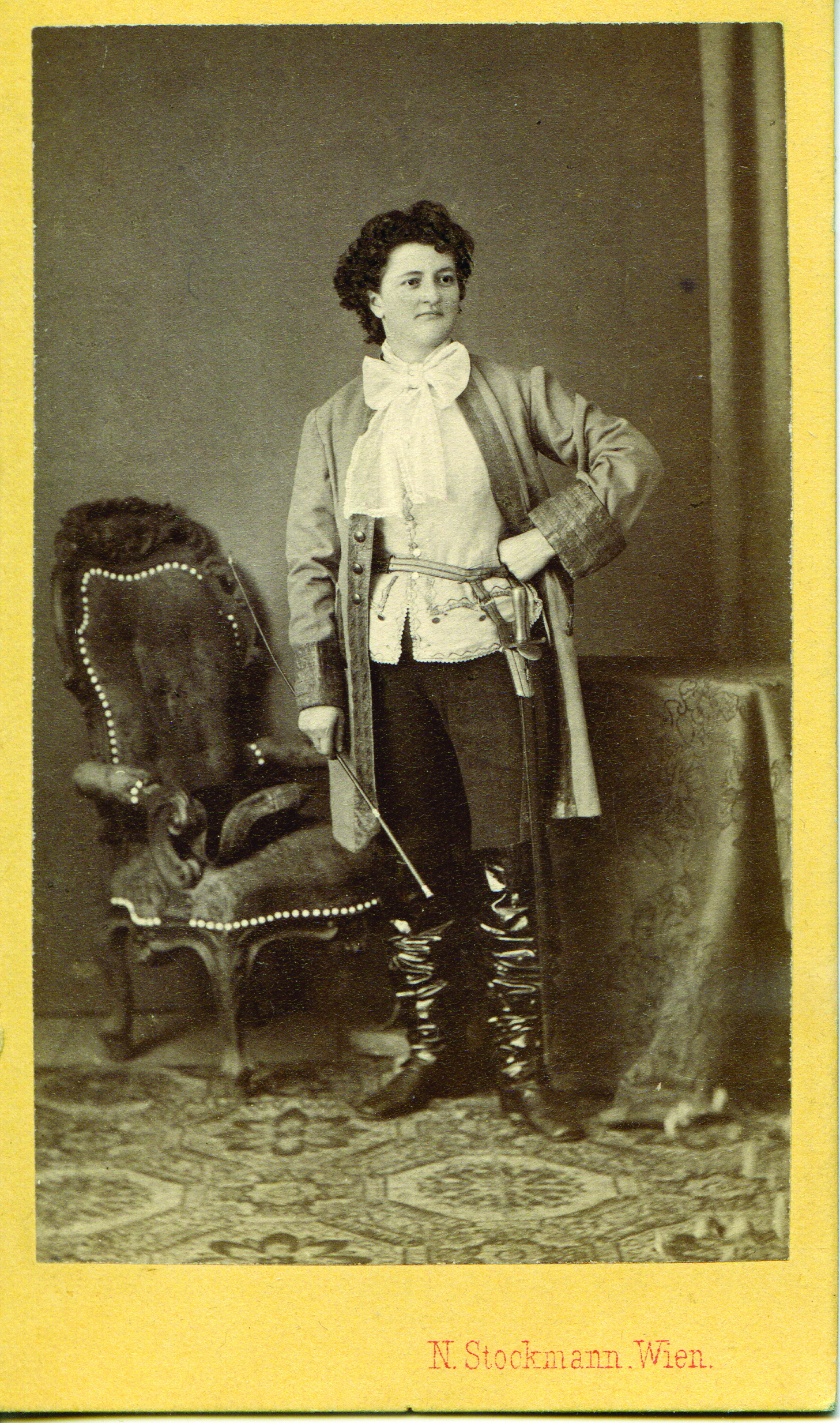
Draginja Rużić w kostumie pułkownika huzarów w roku 1882

17 kwietnia 1886 obchodziła jubileusz 25-lecia kariery artystycznej występując w monodramie Mila, w reżyserii Kosty Trifkovicia. Z tej okazji została uhonorowana srebrnym wieńcem przez czarnogórskiego księcia Mikołaja I Petrovicia Njegosza. Zakończyła karierę w czerwcu 1898. Ostatnią rolę zagrała w sztuce Schillera Intryga i miłość. Zmarła w 1905, początkowo pochowana w Vukovarze, a następnie jej szczątki przeniesiono na cmentarz w Nowym Sadzie.

## Życie prywatne
Aktorka w lutym 1862 poślubiła Dimitrije Rużicia (1841-1912), z którym miała dwoje dzieci - córkę Zorkę i syna Timo.